# Alexei Kitaev
Alexei Kitaev, en russe : Алексей Юрьевич Китаев, né le 26 août 1963, est un professeur russo–américain de physique à l'Institut de technologie de Californie et membre permanent de l'Institut Kavli de physique théorique. Il est surtout connu pour avoir présenté l'algorithme d'estimation de phase quantique et le concept d’ordinateur quantique topologique (en) en travaillant à l’Institut Landau de physique théorique.

## Distinctions
- 2008, Prix MacArthur
- 2012, Prix de physique fondamentale[3]
- 2024,  Prix Henri-Poincaré[4]

### Source de la traduction
- (en) Cet article est partiellement ou en totalité issu de l’article de Wikipédia en anglais intitulé « Alexei Kitaev » (voir la liste des auteurs).